# Joseph Gautschi
Joseph Gautschi, né le 4 janvier 1900 à Sierning (Autriche) et mort le 3 avril 1977 à Sion (Suisse), est un peintre, mosaïste et verrier suisse.

## Biographie
Joseph Gautschi naît le 4 janvier 1900 à Sierning, en Autriche. Il se forme à l'École des arts décoratifs de Munich et fait un apprentissage de peintre-décorateur. Il poursuit ses études à l'École des arts décoratifs de Zurich où il tombe en admiration totale pour Paul Bodmer. En 1929, il fait la connaissance d'Edmond Bille qui l'invite à le seconder à la décoration de l'église de Chamoson. Après avoir étudié à Zurich, Munich et Paris, il s’installe en Valais dans les années 1930. Il renouvelle l'expérience à Fully et s'installe définitivement en Valais, à Sierre d'abord, puis à Sion dès 1937. Il compose de nombreuses décorations monumentales religieuses et profanes : fresques, mosaïques et vitraux. Il réalise des gravures à l'eau-forte et est un illustrateur apprécié. Il meurt à Sion le 3 avril 1977. La discrétion qui a toujours caractérisé sa personne et son œuvre les entoure aujourd'hui encore.
Ses œuvres sont passées en vente aux enchères publiques à 69 reprises, majoritairement dans la catégorie Peinture.